# Liste der Staatsoberhäupter 284
Übersicht
◄◄ | ◄ | 280 | 281 | 282 | 283 | Liste der Staatsoberhäupter 284 | 285 | 286 | 287 | 288 | ► | ►►

Weitere Ereignisse

## Afrika
- Aksumitisches Reich
  - König: Endubis (ca. 270–ca. 300)

- Römisches Reich
  - Provincia Romana Aegyptus
    - Präfekt: Pomponius Ianuarianus (282–284)
    - Präfekt: Marcus Aurelius Diogenes (284–286)

## Asien
- Armenien
  - sassanidischer Statthalter: Narseh (270–293)

- China
  - Kaiser: Jin Wudi (265–290)

- Iberien (Kartlien)
  - König: Aspagur I. (265–284)
  - König: Mirian III. (284–361)

- Indien
  - Vakataka
    - König: Vindhyashakti (248–284)
    - König: Pravarasena I. (284–344)

- Japan (Legendäre Kaiser)
  - Kaiser: Ōjin (270–310)

- Korea
  - Baekje
    - König: Goi (234–286)

  - Gaya
    - König: Mapum (259–291)

  - Goguryeo
    - König: Seocheon (270–292)

  - Silla
    - König: Michu (262–284)
    - König: Yurye (284–298)

- Sassanidenreich
  - Schah (Großkönig): Bahram II. (276–293)

## Europa
- Bosporanisches Reich
  - König: Chedosbios (279/280–285/286)

- Römisches Reich
  - Kaiser: Carinus (283–285)
  - Kaiser: Diokletian (284–305)
    - Konsul: Carinus (284)
    - Konsul: Numerian (284)
    - Suffektkonsul: Diokletian (285)